# Josef Göbl
Pour les articles homonymes, voir Göbl.
Josef Artur « Sepp » Göbl (né le 11 juin 1905 à Vienne où il est mort en juin 1971) est un joueur professionnel autrichien de hockey sur glace.

## Carrière
En 1926, après ses études, Josef Göbl s'associe étroitement au hockey sur glace autrichien et à son développement.
Avec le Vienne EV, il est plusieurs fois champion d'Autriche.
Avec l'équipe d'Autriche, il participe aux Jeux olympiques de 1928 et de 1936 ainsi qu'à quatre championnats du monde.
En 1937, il devient le manager de l'équipe de La Haye. Au début des années 1940, il est entraîneur du Mannheim ERC.
Après sa carrière dans le hockey sur glace, il travaille comme homme d’affaires à Vienne (vente d'articles de sport avec une représentation générale des produits de tennis Fred Perry et Slazenger).